# Гравюра
Гравюра (на френски: gravure; на немски: graben – копая или на френски: graver – изрязвам, създавам релефно изображение) е вид графично изкуство, създавано с помощта на различни печатни форми и техники.
Материалите, които могат да се използват за гравиране са дърво, сребро, злато, мед, стомана, стъкло. Също така може да се използва техниката на дълбок печат за разпечатване на гравюри на хартия. Днес за комерсиална употреба гравирането е изместено от офорта, фотографията и други по-нови методи на печат. Понякога към гравюрата погрешно се отнася литографията.